# Trentepohlia subcandidipes
Trentepohlia subcandidipes är en tvåvingeart som beskrevs av Alexander 1937. Trentepohlia subcandidipes ingår i släktet Trentepohlia och familjen småharkrankar. Inga underarter finns listade i Catalogue of Life.